# Mesochorus dilatus
Mesochorus dilatus là một loài tò vò trong họ Ichneumonidae.